# 1980 au Québec
Cet article traite des événements survenus en 1980 au Québec. Sur le plan politique, l'année est marquée principalement par la tenue d'un référendum sur l'avenir politique du Québec.

## Événements

### Janvier
- 1er janvier : l'incendie d'un club privé de Chapais, lors d'un party du Jour de l'An, fait 48 morts et près de 45 blessés. Florent Cantin, l'homme de 21 ans qui a mis le feu accidentellement aux branches de sapins qui ornaient le local, sera poursuivi pour homicide involontaire[1].
- 3 janvier : le Parti libéral du Québec sort un livre beige portant sur la façon dont il entrevoit le renouvellement du fédéralisme[2].
- 28 janvier : la CEQ, qui n'a pas signé de convention collective avec le gouvernement, déclenche une grève générale des enseignants à travers la province[3].

### Février
- 6 février : vingt mille enseignants manifestent devant l'Assemblée nationale[4].
- 11 février : une entente de principe est signée entre Québec et la CEQ[5].
- 18 février : Pierre Trudeau remporte les élections générales fédérales et dirigera un gouvernement majoritaire. Au Québec, le PLC remporte 74 comtés sur une possibilité de 75. Le seul rescapé conservateur est Roch La Salle dans Joliette[6].
- 20 février : Jean Campeau est nommé président de la Caisse de dépôt et placement[7].
- 28 février : sortie du film Les Bons Débarras de Francis Mankiewicz[8].

### Mars
- 3 mars : Rodrigue Biron quitte l'Union nationale et annonce qu'il se range dans le camp du Oui[9].
- 4 mars : début du débat référendaire à l'Assemblée nationale. René Lévesque dénonce la peur prônée par les adversaires[10].
- 9 mars : création du Festival international de jazz de Montréal. Alain Simard et André Ménard en sont les fondateurs[11].
- 10 mars : Ottawa annonce qu'il ne se sent pas concerné par la loi québécoise sur les référendums et qu'il financera sa campagne du Non de la façon qu'il l'entend[12].
- 20 mars : la question référendaire est adoptée à l'Assemblée nationale. Elle porte sur un mandat de négocier la souveraineté-association et précise qu'un second référendum aura lieu avant l'accession à la souveraineté[13].
- 21 mars : Mario Tremblay provoque une controverse chez les Canadiens de Montréal lorsqu'il annonce qu'il votera Oui au prochain référendum[14].
- 25 mars : le budget Parizeau annonce une réduction d'impôt de 3 % et l'abolition de la taxe de vente sur les vêtements et les meubles[13].
- 30 mars : Les Yvettes donnent un brunch au Château Frontenac. Ce regroupement de femmes pour le Non a été créé à la suite des propos malheureux de Lise Payette qui a comparé Madeleine Ryan, femme du chef du PLQ, à une Yvette, symbole de la petite fille soumise dans certains manuels scolaires[15].

### Avril
- 1er avril : le salaire minimum au Québec est portée à 3,65 $ par heure[16].
- 7 avril : quatorze mille « Yvettes » se réunissent au Forum de Montréal. Les sondages, jusqu'à maintenant relativement favorables au Oui, commencent à changer[17].
- 15 avril : la campagne référendaire débute officiellement. Le référendum aura lieu le 20 mai[18].

### Mai
- 5 mai : Eric Kierans démissionne de son poste du conseil d'administration de la Caisse de dépôt en accusant Jacques Parizeau de vouloir en « siphonner les fonds » pour éponger le déficit[19].
- 14 mai : lors d'un discours au centre Paul-Sauvé, Pierre Elliott Trudeau promet de renouveler le fédéralisme si le Non l'emporte :

« Nous voulons des changements.
Nous mettons nos sièges en jeu pour avoir ces changements! »
— Pierre Elliott Trudeau
- 20 mai : 
  - le Non est victorieux au référendum sur la souveraineté avec 59,56 % des voix contre 40,40 % des voix pour le Oui. Le Oui n'a obtenu une majorité de voix que dans 16 des 110 circonscriptions. « La balle est dans le camp fédéraliste », déclare René Lévesque devant 9 000 militants réunis au centre Paul-Sauvé[21].

- - À Val-d'Or, le toit de la mine Belmoral s'affaisse. Alors que seize mineurs réussissent à s'échapper de la mine, huit autres sont portés disparus[22]. Ces derniers périssent tous dans l'incident. Les recherches pour les retrouver s'étirent pendant plusieurs semaines après l'événement. De fait, les dernières dépouilles ne sont retrouvées que le 30 juillet[22].
- 23 mai : le Parti québécois annonce qu'il met temporairement son option en veilleuse et décide de négocier de bonne foi le renouvellement du fédéralisme[23].
- 26 mai : la Cour supérieure du Québec déclare constitutionnelle la loi expropriant l'Asbestos Corporation[24].

### Juin
- 8 juin : le premier ministre du Canada et les premiers ministres des provinces se réunissent à Ottawa pour discuter de la réforme constitutionnelle[25].
- 10 juin - Terry Fox, qui a débuté en avril une marche à travers le Canada pour la lutte contre le cancer, commence à traverser le Québec. C'est le Marathon de l'espoir[26].
- 15 juin : Serge Fontaine devient chef intérimaire de l'Union nationale[27].
- 18 juin : la quatrième session de la 31e législature est prorogée[9].
- 22 juin : * François de Laval, Marie de l'Incarnation et Kateri Tekakwitha sont béatifiés à Rome[28].

### Juillet
- 7 juillet : Trudeau parle de rapatrier unilatéralement la Constitution s'il n'y a pas d'entente[29].
- 10 juillet : les ministres des Affaires intergouvernementales se réunissent à Montréal, débutant ainsi une ronde de négociations constitutionnelles qui va durer tout l'été[30].

### Août
- 22 août : lors de la conférence annuelle des premiers ministres provinciaux à Winnipeg, une fuite permet d'apprendre que la Chambre des communes sera convoquée à la fin septembre pour entériner le débat sur le rapatriement de la Constitution et pouvoir ainsi formuler la demande à Londres avant Noël. Cette procédure unilatérale outre les premiers ministres[31].
- 27 août : les Nordiques de Québec mettent sous contrat les frères Anton et Peter Šťastný, qui viennent de s'évader de Tchécoslovaquie[32].

### Septembre
- 2 septembre : Guy Joron et Jacques Couture annoncent leur retrait de la vie politique[9].
- 8 au 13 septembre : la rencontre fédérale-provinciale sur la Constitution à Ottawa se termine sur un échec total[33].
- 9 septembre : la pièce rock Starmania est présentée pour la première fois à Montréal à la Comédie nationale. Il s'agit d'une nouvelle version et la distribution est composée de Gilles Valiquette, Martine St-Clair, Michel McClean, Louise Forestier, Jacques Blais, Sylvie Boucher, France Castel et Robert Leroux[34].
- 18 septembre : les députés libéraux fédéraux Louis Duclos et Jacques Olivier se prononcent contre un rapatriement unilatéral de la Constitution[35].

### Octobre
- 2 octobre : lors du discours du Trône, Pierre Trudeau annonce son intention de rapatrier unilatéralement la Constitution. Il se donne 4 ans pour l'amender et 2 ans pour que les provinces s'entendent sur une formule acceptable pour toutes[36].
  - Rodrigue Biron annonce qu'il se joint au PQ[37].
- 6 octobre : Joseph Bourbeau succède à Lucien Saulnier à la tête d'Hydro-Québec[38].
- 9 octobre : le rapport de la commission Duchaîne sur la Crise d'Octobre énonce qu'elle n'a pas été délibérément provoquée mais qu'elle a servi de prétexte à une répression d'envergure et à une manipulation de l'opinion publique à des fins politiques[39].
- 14 octobre : plusieurs premiers ministres provinciaux dont René Lévesque annoncent leur intention de contester la légalité du projet Trudeau devant les tribunaux[40].
- 24 octobre : la cinquième session de la 31e législature est une session spéciale visant à faire adopter une loi obligeant les enseignants de Trois-Rivières et de Sorel à rentrer au travail[9].
- 29 octobre : inauguration du nouveau Colisée de Québec[41].
- 29 octobre : première de la télésérie Le Temps d'une paix, racontant l'histoire d'un petit village de Charlevoix après la Première Guerre mondiale[42].

### Novembre
- 5 novembre : ouverture de la sixième session de la 31e législature. Le discours inaugural porte surtout sur la question constitutionnelle[9].
- 6 novembre : René Lévesque annonce un remaniement ministériel. Gérald Godin (Immigration) et Clément Richard (Communications) entrent au cabinet. Pierre Marois devient ministre du Travail et de la Main d'œuvre et Lise Payette ministre d'État au Développement social[9].
- 17 novembre : le PLQ remporte les 4 élections partielles de Mégantic-Compton, Brome-Missisquoi, Johnson et Outremont. Pierre Paradis est le nouveau député de Brôme-Missisquoi[9].
- 21 novembre : l'Assemblée nationale adopte (63 voix contre 21) une résolution dénonçant le rapatriement unilatéral de la Constitution. Le Parti libéral, contrairement à l'Union nationale, vote contre la proposition du gouvernement Lévesque[43].

### Décembre
- 7 décembre : quinze mille personnes se réunissent au Forum de Montréal pour protester contre le rapatriement de la Constitution. Selon un sondage, 63 % des Québécois y sont opposés[44].
- 15 décembre : Gaétan Boucher est nommé athlète de l'année. Il a remporté une médaille d'argent aux Jeux olympiques de Lake-Placid en février dernier[45].
- 16 décembre : lors d'une visite en France, René Lévesque rencontre Raymond Barre qui lui réitère la politique française de non-ingérence et de non-indifférence vis-à-vis le Québec[46].
- 18 décembre : Provigo achète les 88 super-marchés de Dominion pour 100 millions de dollars[47].
- 19 décembre : formation du Manic de Montréal[48].

## Chronologies thématiques

### Arts et culture québécoise

#### Cinéma
| Films québécois de 1980                             | Films québécois de 1980 |
| Titre du film                                       | Réalisateur, trice      |
| --------------------------------------------------- | ----------------------- |
| À vos risques et périls                             | Jean et Serge Gagné     |
| Ça peut pas être l'hiver, on n'a même pas eu d'été' | Louise Carré            |
| Contrecœur                                          | Jean-Guy Noël           |
| Crac                                                | Frédéric Back           |
| Fantastica                                          | Gilles Carle            |
| La Nuit de la poésie 28 mars 1980                   | Jean-Claude Labrecque   |
| Le Noël de madame Beauchamp                         | Raphaël Lévy            |
| Les Bons Débarras                                   | Francis Mankiewicz      |
| Les Grands enfants                                  | Paul Tana               |
| L'Homme à tout faire                                | Micheline Lanctôt       |
| Strass Café                                         | Léa Pool                |
| The Clean-up Squad                                  | Claude Fournier         |

## Naissances
- Nicolas Charette (écrivain)
- 10 février - Mike Ribeiro (joueur de hockey)
- 21 février - Yannick Lupien (nageur)
- 29 février - Simon Gagné (joueur, entraineur et administrateur de hockey)
- 24 mars - Ramzi Abid (joueur professionnel de hockey)
- 11 avril - Mathieu Chouinard (joueur et analyste de hockey)
- 17 avril - Maxim St-Pierre (joueur de baseball)
- 21 avril - Vincent Lecavalier (joueur de hockey)
- 29 avril - Mathieu Biron (joueur de hockey)
- 4 juin - François Beauchemin (joueur de hockey)
- 25 juin - Sébastien Caron (joueur de hockey)
- 7 juillet - Marie-France Monette (actrice)
- 8 juillet - Éric Chouinard (joueur de hockey américain-canadien) (née aux États-Unis)
- 22 août - Bruno Saint-Jacques (joueur de hockey)
- 9 septembre - Félix Brillant (joueur de soccer)
- 20 septembre - Dany Sabourin (joueur et entraineur)
- 13 octobre - Marc-André Bergeron (joueur professionnel de hockey)
- 1er novembre - Patrice Michaud (chanteur)
- 2 novembre - Martin Grenier (joueur de hockey)
- 5 novembre - Geneviève Simard (skieuse alpine)
- 9 novembre - Dominique Maltais (snowboardeuse)
- 13 novembre - François-Louis Tremblay (patineur de short-track)
- 12 décembre - Pierre Hébert (acteur et humoriste)

## Décès
- 1er janvier - Ernest Cormier (architecte) (º 5 décembre 1885)
- 2 janvier - Roland Lebrun (chanteur) (º 10 octobre 1919)
- 10 mars - Adrien Pouliot (homme de sciences) (º 4 janvier 1896)
- 15 avril - Donald Elmer Black (homme politique) (º 21 septembre 1892)
- 19 juin - Gérard Picard (syndicaliste) (º 27 mai 1907)
- 23 juillet - Sarto Fournier (ancien maire de Montréal) (º 15 février 1908)
- 8 août - Paul Triquet (militaire) ( 2 avril 1910)
- 3 septembre - J.-Eugène Bissonnette (homme politique) (º 4 mars 1892)
- 4 septembre - Yves Martin (chanteur et producteur) (º 1948)
- 17 septembre - Joseph-Ernest Grégoire (homme politique) (º 31 juillet 1886)
- 25 septembre - Antonio Talbot (homme politique) (º 29 mai 1900)
- 26 octobre - Wilfrid Girouard (avocat et homme politique) (º 9 septembre 1891)
- 18 novembre - René Bégin (homme politique) (º 2 juillet 1912)
- 23 novembre - Jules Léger (ancien gouverneur général du Canada) (º 4 avril 1913)
- 12 décembre - Jean Lesage (ancien premier ministre du Québec) (º 10 juin 1912)

### Articles généraux
- Chronologie de l'histoire du Québec (1960 à 1981)
- L'année 1988 dans le monde
- 1980 au Canada

### Articles sur l'année 1980 au Québec
- Élection fédérale canadienne de 1980
- Référendum de 1980 au Québec
- Le Marathon de l'espoir
- Liste des lauréats des prix Félix en 1980